# آلاوا (نیو ساوت ولز)
آلاوا (به انگلیسی: Allawah) یک حومه شهر در استرالیا است که در نیو ساوت ولز واقع شده‌است.